# Ростовський міський округ
Росто́вський міський округ (рос. Ростовский городской округ) — міський округ, прирівняний за правами до району, у західній частині Ростовської області Російської Федерації. Адміністративний центр — місто Ростов-на-Дону.

## Географія
Міський округ включає в себе лише територію міста Ростов-на-Дону, тому дублює місто як адміністративну одиницю. На північному заході округ межує із М'ясниковським районом, на сході — із Аксайським, на південному заході — із Азовським районами. На півдні до округу примикає Батайський міський округ.

## Населення
Населення округу становить 1103733 особи (2013; 1096448 в 2012, 1096540 в 2011, 1090000 в 2010, 1049000 в 2009, 1048700 в 2008, 1051600 в 2007, 1054900 в 2006, 1058000 в 2005, 1062000 в 2004, 1068300 в 2003, 1068000 в 2002, 1009000 в 2001, 1012700 в 2000).

## Адміністративний поділ
Міський округ адміністративно поділяється на 8 міських районів:
| Поселення             | Площа, км² | Населення, осіб (2013) |
| --------------------- | ---------- | ---------------------- |
| Ворошиловський район  | 38,0       | 213802                 |
| Желєзнодорожний район | 69,0       | 102044                 |
| Кіровський район      | 18,6       | 65322                  |
| Ленінський район      | 13,0       | 80240                  |
| Октябрський район     | 49,5       | 165874                 |
| Первомайський район   | 44,1       | 180061                 |
| Пролетарський район   | 37,1       | 120665                 |
| Совєтський район      | 85,4       | 175725                 |